# 타일러 화이트
브라이언 타일러 화이트(Brian Tyler White, 1990년 10월 29일 ~ )는 미국의 야구 선수이자, 전 KBO 리그 SK 와이번스의 내야수이자, 현 메이저 리그 아메리칸 리그에 소속된 토론토 블루제이스의 내야수이다.

## 미국 프로야구 시절
2016년에 휴스턴 애스트로스에 입단하였다.

## 한국 프로야구 시절

### SK 와이번스시절
2020년 7월 2일에 닉 킹엄을 대체할 외국인 야수로 영입되었다. KBO 리그 데뷔 첫 경기에서 4타수 무안타를 기록했다. 2020년 9월 15일 KIA전에서 시즌 첫 홈런이자 마지막 홈런을 기록했다.

## 미국 프로야구 복귀
2021년에 토론토 블루제이스에 입단하였다.